# Gelasma selenosema
Gelasma selenosema är en fjärilsart som beskrevs av Turner 1941. Gelasma selenosema ingår i släktet Gelasma och familjen mätare. Inga underarter finns listade i Catalogue of Life.